# Bodnár István (író, 1912)
Bodnár István (Semjén, 1912. október 11. – Budapest, 1988. augusztus 23.) író, költő, újságíró, lapszerkesztő, műfordító, könyvkiadó.

## Élete
Református családban született és nevelkedett. Szülei Bodnár István és Bodnár Mária voltak. Sárospatakon járt tanítóképzőbe és ott is végzett 1933-ban. 1932-1933-ban társszerkesztője volt a Sárospataki Ifjúsági Közlönynek.
Kommunista diákszervezkedésben való részvétele miatt 1933-ban elítéltek, majd 1934-ben Csehszlovákiába emigrált. 1934-től 1938-ig a pozsonyi Magyar Újságnál dolgozott újságíróként. Riportjai a Népfront lapjában jelentek meg. 1938-39-ben A Magyarság Útja, néhány hónapig a Magyar Szó majd a Nemzetőr belső munkatársa volt. Miután a 30-as évek végén kiutasították Pozsonyból, visszatért Magyarországra. Cikkei olyan szélsőjobboldali lapokban jelentek meg, mint a Magyarság, Egyedül Vagyunk, a Magyar Út és a Magyar Élet. 
Bodnár István Könyvkiadó néven alapított vállalkozást. Ennek keretében adta ki a Szórakoztató regények című füzetsorozatot olyan klasszikusokkal mint Puskin, Csehov vagy Turgenyev. Emellett 1943-ban többek között nyolc saját kisregényét is kiadta. 1943-ban baloldali magatartása miatt kizárták a Sajtókamarából. A felszabadulás után Törökszentmiklóson a termelőszövetkezeti bizottság elnök volt. Ezt követően a Szabad Szó és a Parasztújság című lapoknál dolgozott. Néhány évig kiadói lektorként működött, majd a Jövendőnk című újság belső munkatársa volt.
Számos művet fordított oroszból. Írt továbbá elbeszéléseket, rádiójátékokat, riportokat.

## Művei
Versei:
- Jaj! Atyám, a jövő, Rácz Ny., Sárospatak, 1932, 60 oldal

Regények, kisregények:
- Dornkappel, Prága, Pozsony külvárosáról szóló regénye.
- Mesemondás: tárcák, elbeszélések, 1. kötet, Franklin k.-ny., Budapest, 19??
- Az én falum árnyékában, E. Prager kiadó, Pozsony, 1938, 233 oldal
- Ludas Matyi – népi színjáték, Turul falufüzetek 2., Bolyai Akadémia, Budapest, 1939, 67 oldal
- Pozsonyi éjszakák, Athenaeum, Budapest, 1941, 301 oldal
- Vihar a Tátrában, Soóky Margit Könyvkiadó Vállalat, Budapest, 1942,[4] 32 oldal
- Egyszer minden kiderül, Hungária Ny., Budapest, 1942, 32 oldal
- Négy igaz barát, ifjúsági regény, Forrás, Budapest, 1942, 152 oldal
- Mária útja, Siményi, Budapest, 1943, 32 oldal
- A csempészkirály, Szórakoztató regények, Bodnár, Budapest, 1943, 32 oldal
- Egyetlen barát, Szórakoztató regények, Bodnár, Budapest, 1943, 32 oldal
- Ember a talpán, Szórakoztató regények, Bodnár, Budapest, 1943, 32 oldal
- Erősebb a szerelemnél, Szórakoztató regények, Bodnár, Budapest, 1943, 32 oldal
- Kastély a lápon, Szórakoztató regények, Bodnár, Budapest, 1943, 48 oldal
- Mindent Zsuzsiért, Szórakoztató regények, Bodnár, Budapest, 1943, 48 oldal
- A rengeteg hőse, Szórakoztató regények, Bodnár, Budapest, 1943, 48 oldal
- Rongyos gazdag, Szórakoztató regények, Bodnár, Budapest, 1943, 48 oldal
- Orvos a külvárosban, Bárd, Budapest, 1944, 413 oldal (elkobozták)
- Ivás után, bohózat, Népi műsortár 9., Misztótfalusi, Budapest, 1947, 15 oldal
- Nagyatádi Szabó István pályafutása, Paraszt könyvtár 1., Sarló, Budapest, 1947, 52 oldal
- Hósirály, Tiszta szívvel füzetek, Nyíregyháza, 1991, 58 oldal[5]

## Műfordításai
- Ivan Szergejevics Turgenyev: A diadalmas szerelem dala, Hungária Ny., Budapest, 1943, 32 oldal
- Ignatyij Nyikolajevics Potapenko: Fiatalok házassága, Szórakoztató regények, Bodnár, Budapest, 1943, 32 oldal
- Anton Pavlovics Csehov: Ki a tettes?, Szórakoztató regények, Bodnár, Budapest, 1943, 32 oldal
- Alekszandr Szergejevics Puskin: Furcsa esküvő, Szórakoztató regények, Bodnár, Budapest, 1943, 32 oldal
- Ilja Gruzdjev: Gorkij élete és művészete, Faust Imre Könyvkiadó Vállalat, 1946, 210 oldal

## Díjak
- Aranytoll

## Szélsőjobboldali epizód
Életének szélsőjobboldali epizódjával kapcsolatos állításait Bálint Gábor Halász Péter író emlékeire alapozta. Halász ezt inkább a megélhetéssel összefüggő pálfordulásként értékelte, bár Bodnár számos ponyvaregény szerzőt hozott kellemetlen sőt veszélyes helyzetbe azzal, hogy a szélsőjobboldali sajtóban nyilvánosságra hozta valódi nevüket. A Magyar irodalmi lexikon szerint ezzel szemben 1943-ban baloldali magatartása miatt kizárták a Sajtókamarából. Az irodalomtörténet még adós a több éves szélsőjobboldali epizód értelmezésével kapcsolatosan, illetve hogy bizonyosan ugyanarról a személyről van-e szó.
Emellett a kommunista párt a náci megszállókat és hazai kiszolgálóit tekintette a legveszélyesebb ellenségnek, és ennek jegyében kereste a kapcsolatot a hivatalos népfrontpolitikán túl még szélsőjobboldali politikusokkal, személyiségekkel, csoportokkal is ha egyébként azok németellenesek voltak. (Pl. így került kapcsolatba Lázár Vilmos, Agárdi Ferenc, József Attila Rátz Kálmánnal és más szélsőjobboldaliakkal.)